# Merrill (cràter)

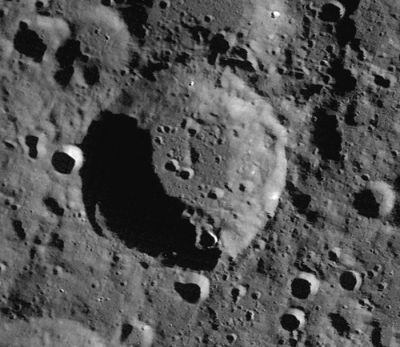
Fotografia de la missió LRO.

Merrill és un cràter d'impacte lunar. Es troba en una elevada latitud nord, en la cara oculta de la Lluna. A menys d'un diàmetre al sud-sud-oest de Merrill es troba és el cràter Niepce de similar grandària, i a l'est, sobre l'extremitat nord apareix Brianchon, més gran.

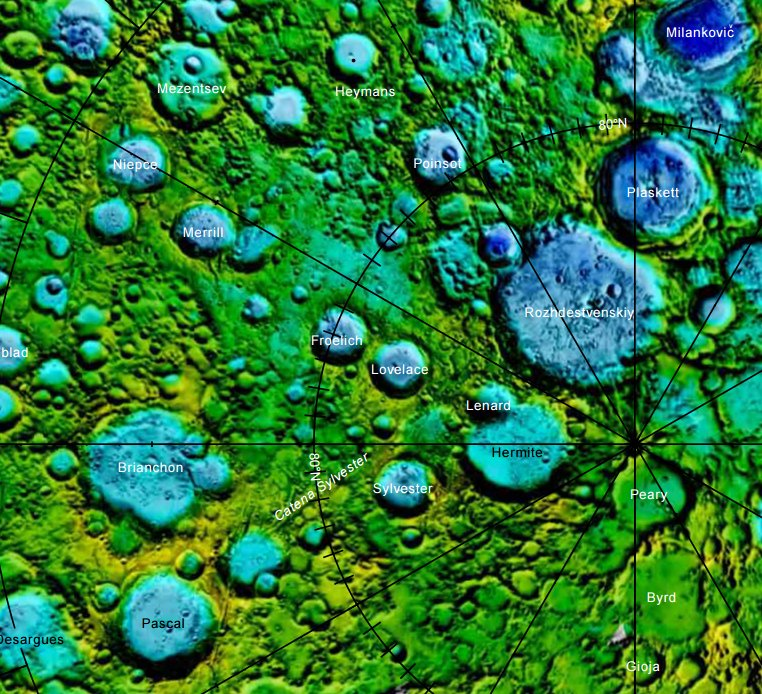
Localització de Merrill (centre del quadrant superior esquerre)

La vora exterior de Merrill està desgastada i mostra un perfil arrodonit, però solament alguns impactes es localitzen en el brocal i en el seu interior. Les parets internes formen pendents irregulars fins al sòl interior relativament pla. Aquesta superfície està marcada per diversos petits cràters, incloent una parella d'impactes propera al punt mitjà. Els cràters satèl·lit Merrill X i Merrill Y formen una composició fusionada de doble lòbul que s'uneix a la vora exterior nord de Merrill.

## Cràters satèl·lit
Per convenció aquests elements s'identifiquen en els mapes lunars col·locant la lletra en el costat del punt central del cràter que està més proper a Merrill.
|         | \| Merrill \| Coordenades \| Diàmetre \| \| ------- \| -------------------------------------- \| -------- \| \| X \| 77° 00′ N, 119° 12′ O / 77.0°N,119.2°O \| 34 km \| \| Y \| 76° 48′ N, 115° 24′ O / 76.8°N,115.4°O \| 35 km \| |          |
| Merrill | Coordenades | Diàmetre |
| X       | 77° 00′ N, 119° 12′ O / 77.0°N,119.2°O | 34 km    |
| Y       | 76° 48′ N, 115° 24′ O / 76.8°N,115.4°O | 35 km    |